# اوتنسشلاگ ایم مولکرایس
اوتنسشلاگ ایم مولکرایس (به آلمانی: Ottenschlag im Mühlkreis) یک منطقهٔ مسکونی در اتریش است که در ناحیه اورفار اومگبونگ واقع شده‌است. اوتنسشلاگ ایم مولکرایس ۱۳٫۲ کیلومتر مربع مساحت دارد ۸۰۶ متر بالاتر از سطح دریا واقع شده‌است.